# Natri metam
Natri metam là một hợp chất hóa học hữu cơ có công thức C2H4NNaS2. Nó được dùng làm thuốc phun mặt đất để tạo ra thuốc trừ dịch hại, thuốc diệt cỏ và thuốc diệt nấm. Nó là một trong những thuốc trừ dịch hại phổ biến nhất được dùng tại Hoa Kỳ, với khoảng xấp xỉ 60 triệu pound được sử dụng năm 2001. Natri metam là muối natri của gốc methyldithiocarbamat.
Natri metam có thể được điều chế từ methylamin, carbon disulfide và natri hydroxide; hay từ methyl isothiocyanat và natri bisulfide.
Khi ở ngoài môi trường, natri metam phân hủy tạo ra methyl isothiocyanat.